# 16952 Peteschultz
16952 Peteschultz (1998 KX3) là một tiểu hành tinh vành đai chính.